# Clorhexidina
La clorhexidina es una sustancia antiséptica de acción bactericida y fungicida. Se encuentra en la lista de Medicamentos esenciales de la Organización Mundial de la Salud, lista que contiene los medicamentos más importantes que se requieren en un sistema sanitario. Se utiliza ampliamente en odontología, en concentraciones de 0,20, 0,12 y 0,05 % en presentaciones para el uso como colutorio, enjuague bucal o de aplicación profesional. Se comenzó a utilizar médicamente desde la década de 1950.

## Aplicaciones
Dadas las concentraciones indicadas anteriormente, tiene una baja actividad como fungicida, ya que se requieren concentraciones más altas para poder tener una eficiente actividad contra estos microorganismos. Si se produce una prolongada exposición o uso excesivo del antiséptico, se ocasiona pigmentación de tejidos duros y tejidos blandos. Esta pigmentación no es permanente y puede ser eliminada con un profilaxis sencilla o limpieza profesional. Un efecto adicional de su uso es una disminución en el gusto. Otros afirman que aumenta la sensibilidad a los cambios de temperatura en la dentadura de los pacientes.[cita requerida]
A una concentración del 2 % se utiliza ampliamente en endodoncia.[cita requerida]
La crema o gel de clorhexidina al 0,5 % se utiliza para desinfección de heridas y quemaduras.[cita requerida]
La concentración al 0,12 % se utiliza en solución acuosa como colutorio de uso odontológico para el tratamiento auxiliar de la enfermedad periodontal.[cita requerida]
Además, la clorhexidina se utiliza como antiséptico de preferencia en cirugías. En solución acuosa al 4 % se utiliza en el lavado de manos quirúrgico, y al 5 % para antisepsia de la piel previo a procedimientos quirúrgicos.[cita requerida]

### Efecto antiséptico
El efecto antimicrobiano del gluconato de clorhexidina se debe a la destrucción de la membrana de la célula microbiana.
En altas concentraciones tiene efecto bactericida, debido a que penetra dentro de las células microbianas y causa desnaturalización de las proteínas citoplasmáticas con la consecuente muerte celular.
En bajas concentraciones el efecto es bacteriostático porque inhibe el crecimiento microbiano. 
Si bien esta molécula es de amplio espectro porque actúa sobre una amplia gama de microorganismos, tiene más efectividad sobre microorganismos gram positivos que para gram negativos. La acción contra el bacilo de la tuberculosis es mínima; no es fungicida, aunque estudios recientes han mostrado actividad contra Candida albicans en pacientes inmunosuprimidos. Es tóxica cuando se instila en el oído medio y produce daño de córnea cuando se instila en los ojos. La actividad del gluconato de clorhexidina depende del pH (5,5 a 7); sin embargo, se neutraliza en presencia de surfactantes iónicos, aniones inorgánicos (fosfato, nitrato o cloruro) y de otras sustancias presentes en el agua corriente y preparaciones de cremas para manos y jabones neutros. El gluconato de clorhexidina debe almacenarse a temperatura ambiente, ya que altas o muy bajas temperaturas pueden abolir su efecto. La vida media en envases adecuados puede ser de hasta dos años.[cita requerida]
La clorhexidina requiere protegerse de la luz, pues es inestable y se inactiva. A temperaturas altas, se descompone en cloroanilina y la presencia de materia orgánica no ha informado de casos de urticaria y dermatitis aguda generalizada. Existen también casos de angioedema y de anafilaxia por clorhexidina en la literatura internacional. Al usar como colutorio de forma prolongada, se puede producir alteraciones en la percepción del gusto de alimentos y pigmentación marrón de los dientes, efecto potenciado por el consumo de vino tinto, café o té.